# Rafael Balanzátegui
Rafael Balanzátegui Escobar (Lesaca, 4 de febrero de 1853 - ¿Ondárroa?, ?) fue un periodista, telegrafista y político carlista español.

## Biografía
Nació en Lesaca (Navarra), hijo del guipuzcoano Pedro Balanzátegui y la leonesa Eusebia Escobar. Estudió en el instituto de Segunda Enseñanza de León, graduándose como bachiller en 1869. Su padre había sido alcalde de León durante el reinado de Isabel II y tras la revolución de 1868 participó en un fallido levantamiento carlista por el que fue fusilado en Valcobero. Explicando los motivos de su lealtad al carlismo, Rafael Balanzátegui afirmaría que su padre le había mandado que fuese leal a la causa «de la Religión, de la Patria y de la Legitimidad», y que, al exponerse su padre al martirio, le había consagrado también a él al mismo.
Estallada la tercera guerra carlista, en marzo de 1873 Rafael Balanzátegui marchó al Norte para incorporarse al Ejército de Carlos de Borbón y Austria-Este. Hizo toda la campaña primero en el escuadrón del Rey, y luego en el regimiento de caballería de Borbón, con el grado de capitán.
Perdida la guerra para los carlistas, en febrero de 1876 entró en Francia, el mismo día que Don Carlos. Tras permanecer emigrado dos años, volvió junto a su madre viuda, que había sido desterrada dos veces y había tenido sus bienes embargados durante la contienda.
En 1879 Rafael Balanzátegui demandó al vallisoletano José Correa «sobre entrega de varios muebles de casa, escritorios, aperos de labranza y valor o tasación de semovientes», para lo cual el juzgado de primera instancia de la ciudad de León lo declaró pobre y estableció que no poseía bienes raíces de ninguna clase ni ejercía profesión ni oficio, hallándose sirviendo a expensas de su primo Juan Balanzátegui. En 1881 ejercería de administrador del periódico científico-literario La Crónica de León.
Posteriormente se trasladó a Madrid, donde junto con Leoncio González de Granda fundó el semanario satírico carlista El Cabecilla (1882-1890), periódico del que fue gerente, rudamente enfrentado al delegado de Don Carlos, Cándido Nocedal, y a su diario El Siglo Futuro. En el octavo número de este periódico, afecto a La Fé y considerado rebelde, Balanzátegui llegó a publicar una protesta contra una carta que le había dirigido Don Carlos, en la que el pretendiente le decía que había profanado el nombre de su padre. Reconciliado con el pretendiente, el 25 de febrero de 1889 éste le escribió que su padre, Pedro Balanzátegui, había sido un «mártir a quien cupo la gloria de enseñar a sus soldados como mueren los héroes cristianos y los caballeros españoles» y en noviembre de 1901 Balanzátegui recibiría, por medio del nuevo jefe delegado Matías Barrio y Mier, nuevamente un recuerdo de Don Carlos con motivo del traslado de los restos mortales de su padre de Valcobero a Cembranos.
En 1890 se casó en Zarauz con María Rosa Iruretagoyena Landa, con quien tuvo al menos diez hijos. El matrimonio fijaría su residencia en la localidad vizcaína de Ondárroa, donde Rafael Balanzátegui ejerció la profesión de telegrafista.
En 1903 Balanzátegui se presentó como candidato a diputado por el distrito de Astorga. Junto con otros destacados carlistas, en marzo de 1908 manifestó su oposición al nacionalismo vasco, mandando al Ayuntamiento de Estella un telegrama de felicitación por haber extraído un retoño del árbol de Guernica que habían plantado los separatistas bizkaitarras, en el que decía: 

«Como navarro y como español felicito Ayuntamiento ¡Viva Navarra! ¡Viva España!».

Esto desencadenó una intensa polémica en Ondárroa entre nacionalistas y tradicionalistas. El Ayuntamiento de Ondárroa tomó la decisión de despedir a Balanzátegui, lo que provocó el enfado de los tradicionalistas.
Rafael Balanzátegui fue cofrade, al igual que su padre y su abuelo materno, de la leonesa cofradía del Milagroso Pendón de San Isidoro.